# 欣科河

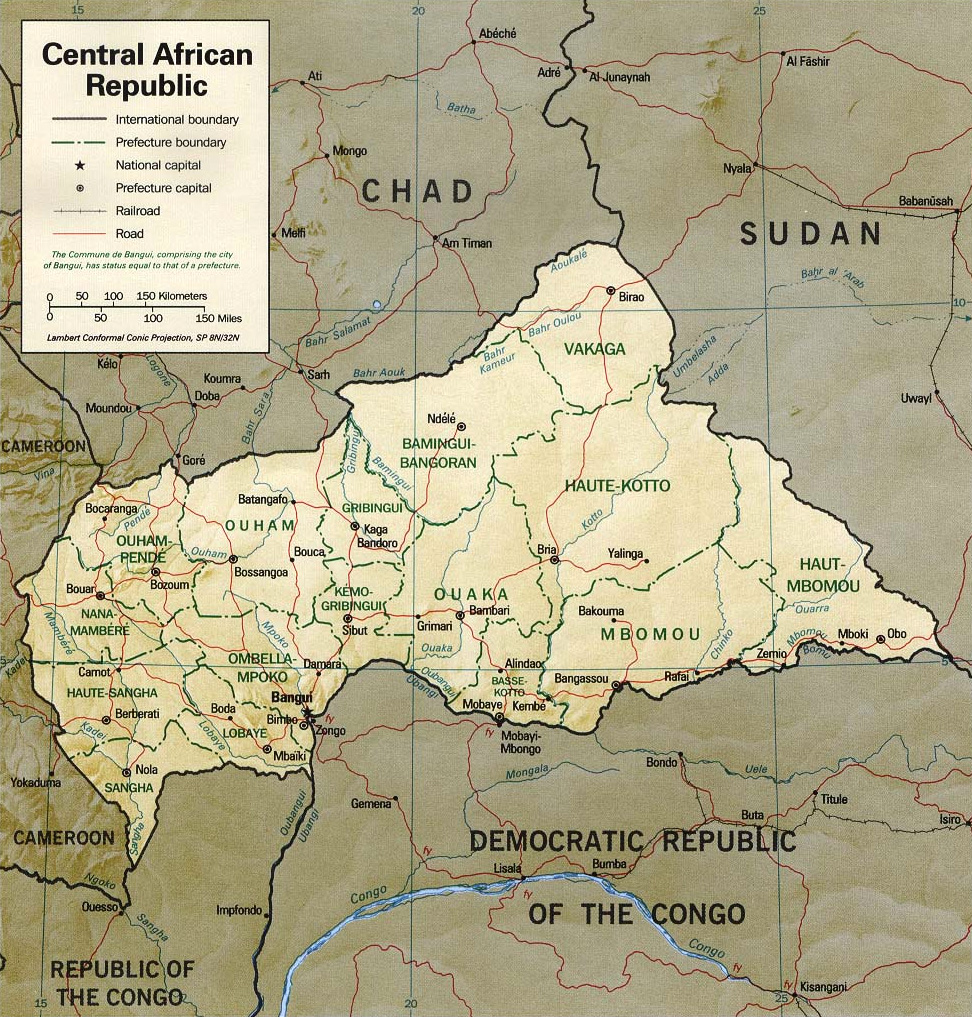

欣科河（法語：Chinko），是中非共和國的河流，屬於姆博穆河的支流，河道全長420公里，流域面積52,308平方公里，河口處在拉法伊，平均流量每秒397立方米。